# La Veloz del Norte
 (novembre 2022).
La Veloz del Norte est une société argentine de transport en commun, basée dans la ville de Salta.

## Histoire
La société commence ses activités en 1942 avec des autobus Chevrolet de 1937.
Une enquête du ministère de la justice et des droits de l'homme a révélé que la direction de l'entreprise encourageait le terrorisme d'État au détriment de ses propres travailleurs. La Veloz del Norte a fourni aux forces gouvernementales des véhicules privés et d'entreprise ainsi que des entrepôts pour capturer les victimes.
En 2012, Marcos Levín vend 50 % de ses actions à Luis Derudder, propriétaire de Flecha Bus, qui possédait déjà l'autre moitié.
En 2015, l'entreprise possédait un établissement de 10 000 m2 dans la ville de Salta, ainsi que 170 services et 800 travailleurs. En 2016, le tribunal oral fédéral de Salta a condamné Marcos Levín à 12 ans de prison pour crimes contre l'humanité. Il s'agissait de la première condamnation pour ce type de crime infligée à un homme d'affaires civil,.